# Club Atlético Cerro
El Club Atlético Cerro és un club de futbol uruguaià de la ciutat de Montevideo.
Fins a l'any 1997, en que baixà a segona divisió, el club mai havia perdut la categoria.
L'any 1967 fou un dels equips importats als Estats Units que disputà la United Soccer Association amb el nom de New York Skyliners.

## Palmarès
- Segunda División Uruguay: 2

1946, 1998
- Tercera División Uruguay: 2

1940, 1941
- Liguilla Pre-Libertadores: 1

2009